# Angerville-la-Campagne
Angerville-la-Campagne es una comuna francesa situada en el departamento de Eure, en la región de Normandía.

## Demografía
| 129 | 202 | 465 | 817 | 1333 | 1217 | 1350 |
| Para los censos de 1962 a 1999 la población legal corresponde a la población sin duplicidades (Fuente: INSEE [Consultar]) |     |     |     |      |      |      |